# 天理パーキングエリア
天理パーキングエリア（てんりパーキングエリア）は、奈良県大和郡山市の西名阪自動車道上にあるパーキングエリア。PAの直後を挟む形で天理本線料金所が設置されている。また、名称は「天理PA」ではあるが、実際には天理市のすぐ隣にある大和郡山市に設置されている。
2000年（平成12年）3月18日に西名阪自動車道初のPAとして開業。2008年4月には大幅にリニューアルオープンして広くなり、ほぼ全ての施設が24時間営業となった。

## 道路
- E25 西名阪自動車道

## 施設

### 上り線（松原方面）
- 駐車場
  - 大型 34台
  - 小型 24台
- トイレ
  - 男性 大3（和式1・洋式2）・小7
  - 女性 10（和式2・洋式8）
  - 車椅子用 1
- 『マネキダイニング』（6:00-22:00） - 2021年4月14日オープン[3]。
- ショッピング（6:00-22:00）
- ベーカリー（平日9:00-17:30、土日祝7:00-19:00）
- 自動販売機
- 以前は「天理市生鮮品直売所やさい村」があったが、2015年3月29日をもって閉店した[4]。

### 下り線（天理方面）
- 駐車場
  - 大型 34台
  - 小型 24台
  - 兼用 4台
- トイレ
  - 男性 大3（和式1・洋式2）・小7
  - 女性 10（和式2・洋式8）
  - 車椅子用 1
- スナックコーナー・フードコート[5]
  - 街かど屋（24時間）
- ショッピング（24時間）
- 自動販売機
- 携帯電話充電器（24時間）

## 隣
E25 西名阪自動車道
(5) 郡山IC - 天理PA/天理TB - (6) 天理IC